# Mèrlides
Els mèrlides (Merliida) són un ordre de demosponges de la subclasse Heteroscleromorpha.

## Taxonomia
L'ordre Merliida inclou 38 espècies repartides en dues famílies:
- Família Hamacanthidae Gray, 1872
- Família Merliidae Kirkpatrick, 1908